# 탕이페이
탕이페이(중국어: 唐一菲, 병음: Táng Yīfēi, 한자음: 당일비, 1981년 5월 27일 ~ )는 중화인민공화국의 배우이다. 본명은 탕루(중국어: 唐璐, 병음: Táng Lù, 한자음: 당로)이며, 《홍루몽》의 진가경 역으로 잘 알려져 있다. 